# Jiří Daler
Jiří Daler (* 8. března 1940 Brno) je bývalý český cyklista a reprezentant Československa.
Na letních olympijských hrách v roce 1964 v Tokiu získal zlatou medaili ve stíhacím závodě jednotlivců, historicky první pro československou cyklistiku. Na dalších letních olympijských hrách v roce 1968 v Mexiku skončil v kvalifikaci závodu jednotlivců, byl 5. v soutěži družstev. Jako první čs. cyklista vytvořil i světové rekordy, a to v jízdě na 4 km a 5 km na předolympijských závodech v Mexiku v roce 1967. Na sklonku kariéry v letech 1969–1970 jezdil dráhové šestidenní a silniční závody profesionálů.

## Dětství
Narodil se na začátku války v Brně. Matka pracovala jako domovnice, byla sokolka. Otec byl elektronavíječ, měl rád turistiku, jezdil také "cestovně a dopravně" na kole. Koncem války se někdy při náletu na Brno, resp. brněnskou Škodovku, ukrývali ve vybudovaném lesním bunkru, podzemním krytu. Jiří již jako dítě jezdil na kole hodně a rád.

## Cyklistická kariéra
Na kole jezdí od 16 let. Závodit začínal za TJ Slavia Žabovřesky, pak závodil za TJ Favorit Brno. Vojenskou službu absolvoval (v prodloužené délce 27 měsíců, bylo to v době budování Berlínské zdi) v Dukle Pardubice. Po olympijském vítězství ještě rok trénoval a závodil při zaměstnání v brněnské Škodovce (Fučíkových závodech), pak přešel do Dukly Brno. Zúčastnil se OH 1968 v Mexiku, které byly ovlivněny srpnovým vpádem vojsk Varšavské smlouvy s následující okupací Československa sovětskými vojsky. Po neúspěšné účasti v Mexiku, kde byl vyřazen v kvalifikaci, chtěl ukončit závodní kariéru. Dostalo se mu však možnosti závodit v zahraničí, v letech 1969 a 1970 startoval za francouzský profesionální tým Frimatic. Pak ale tato možnost a jeho kariéra aktivního cyklisty - dráhaře i silničáře skončila. Absolvoval trenérskou školu a stal se mladším trenérem v Dukle Brno.
| „                                    | Když jsem zvítězil v olympijském finále, zahodil jsem přilbu mezi diváky. Trenér se ptal, v čem teď budu jezdit. Ale Japonci byli hodní a přilbu vrátili. Když jsem pak stál na stupni vítězů, byl to hezký pocit. Oblékali mi dres, na tu dobu to byl krásný elastický materiál. Naše dresy tak elastické nebyly. Ne vše se zlepšilo. ... Nelíbí se mi ani to, že se z olympiád staly mega akce. Za nás byly takové přátelské. Mám tři kola. ... Bez kola bych nemohl žít, je to pořád nejrychlejší dopravní prostředek. Založil jsem Fond jihomoravských olympioniků. ... Nebyl to můj nápad, nebyl jsem první, ale jsem rád, že se to podařilo a na nějaké staré sportovce seniory se teď peníze seženou. Nic velkého to není, ale lidé si toho váží a dokážou poděkovat. | “ |
| — Jiří Daler, ref. 2 (Sport Magazín) | |   |

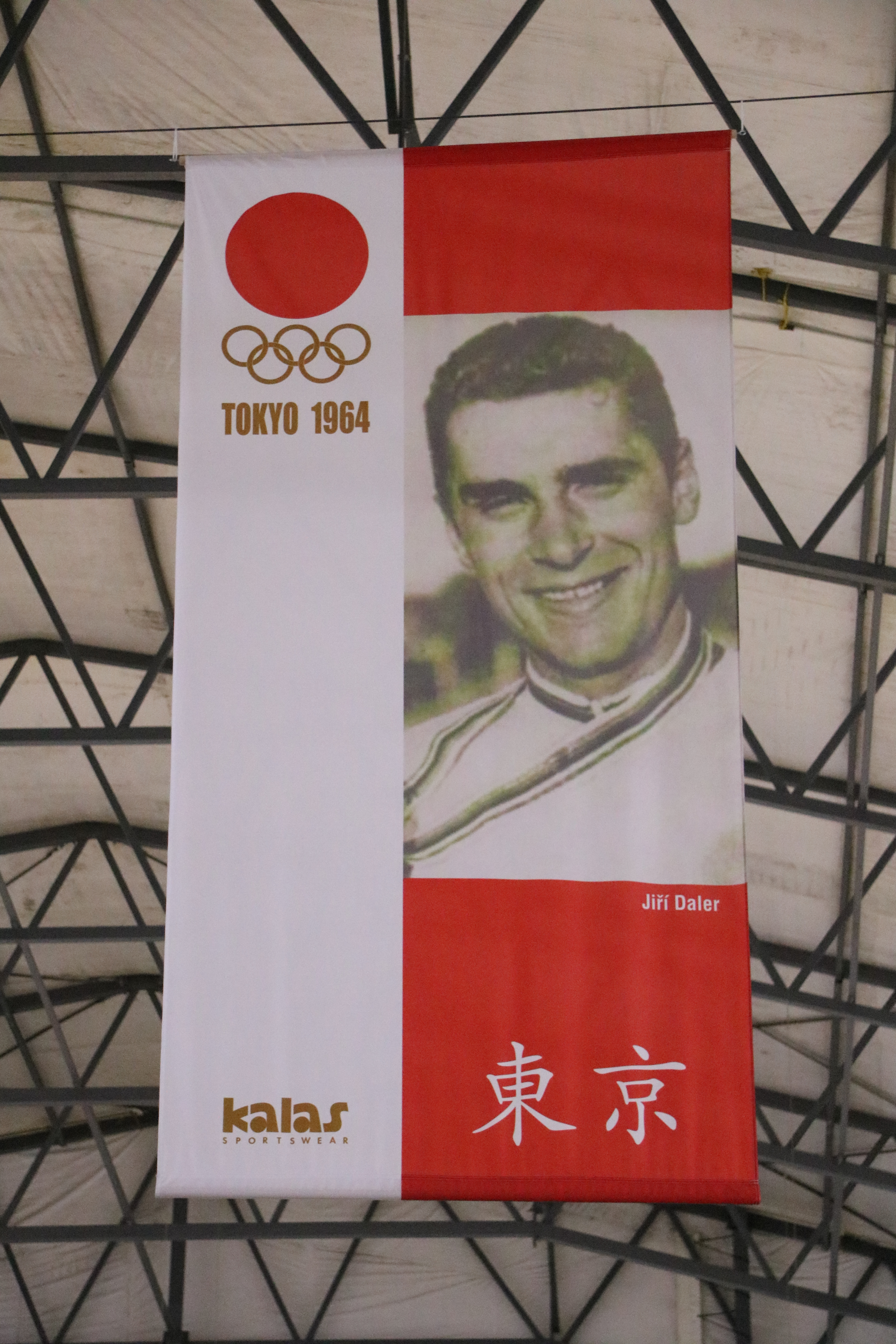
Jiří Daler v Síni slávy ČSC, foto pod stropem velodromu
v Praze-Motole.

## Ocenění
- 1966 Král cyklistiky
- 1967 Král cyklistiky
- 2002 Cena města Brna
- 2010 Cena fair play za celoživotní postoj
- 2014 Cena Jihomoravského kraje
- 2019 Cena Emila Zátopka pro sportovní legendu[3][4]